# 克羅姆伯格 (加利福尼亞州)
克羅姆伯格（英語：Cromberg）是位於美國加利福尼亞州普盧默斯縣的一個人口普查指定地區。

## 地理
克羅姆伯格的座標為39°52′07″N 120°42′25″W / 39.86861°N 120.70694°W，而該地最高點為海拔高度1306米（即4285英尺）。

## 人口
根據2010年美國人口普查的數據，克羅姆伯格的面積為23.347平方千米，均為陸地。當地共有人口261人，而人口密度為每平方千米11人。